# Данта ди Кадоре
Да̀нта ди Кадо̀ре (на италиански: Danta di Cadore; на ладински: Danta, Данта) е село и община в Северна Италия, провинция Белуно, регион Венето. Разположено е на 1398 m надморска височина. Населението на общината е 489 души (към 2014 г.).